# Mick Jones (The Clash)
Michael Geoffrey "Mick" Jones (* 26. červen 1955) je britský kytarista a zpěvák, který se proslavil jako člen punk rockové skupiny The Clash, ve které působil do roku 1983. Poté působil v kapele Big Audio Dynamite a Big Audio.
V posledních letech vystupuje s Tony Jamesem pod názvem Carbon/Silicon a mezi lety 2002 a 2007 vydali několik alb.
Narodil se ve čtvrti Brixton v jižním Londýně Velšanovi a ruské Židovce, ale hodně času strávil se svou babičkou Stellou. Nejdřív chodil na Strand School a poté na uměleckou školu, protože to byl způsob jak získat lidi do kapely.